# Bóng đá tại Đại hội Thể thao Belau 2011
Đại hội Thể thao Belau 2011 là lần đầu tiên bóng đá được thi đấu. Giải đấu diễn ra từ 17 đến 18 tháng 7 năm 2011 và bao gồm bốn đội bóng đến từ Palau. Các đội tham gia thật ra không phải thực sự các câu lạc bộ từ Palau, nhưng thay vào đó là các đội đại diện cho 4 trong 16 bang của Palau.
Giải đấu bao gồm một vòng bảng để xác định các đội thi đấu với nhau ở bán kết.
Ngeremlengui là đội vô địch khi đánh bại Airai 6-0 ở trận tranh Huy chương Vàng.

## Đội bóng tham gia
Các đội bóng sau đại diện cho 4 bang tham gia giải đấu:
- Airai
- Koror
- Ngardmau
- Ngeremlengui

## Vòng bảng
Vòng bảng diễn ra vào 17–18 tháng Bảy. Các trận đấu sẽ quyết định đội nào đấu với nhau trong trận Bán kết 1 hay 2.

### Bảng xếp hạng
| XH | Đội                      | Tr | T | H | T | BT | BB | HS | Đ |
| -- | ------------------------ | -- | - | - | - | -- | -- | -- | - |
| 1  | Ngeremlengui (Bán kết 1) | 3  | 2 | 0 | 1 | 12 | 4  | +8 | 6 |
| 2  | Ngardmau (Bán kết 2)     | 3  | 2 | 0 | 1 | 9  | 8  | +1 | 6 |
| 3  | Airai (Bán kết 2)        | 3  | 1 | 1 | 1 | 7  | 10 | −3 | 4 |
| 4  | Koror (Bán kết 1)        | 3  | 0 | 1 | 2 | 7  | 13 | −6 | 1 |

Nguồn: Palau FA
Quy tắc xếp hạng: 1. Điểm; 2. Hiệu số bàn thắng; 3. Số bàn thắng.
PLW
(VĐ) = Vô địch; (XH) = Xuống hạng; (LH) = Lên hạng; (O) = Thắng trận Play-off; (A) = Lọt vào vòng sau. 
Chỉ được áp dụng khi mùa giải chưa kết thúc: 
(Q) = Lọt vào vòng đấu cụ thể của giải đấu đã nêu; (TQ) = Giành vé dự giải đấu, nhưng chưa tới vòng đấu đã nêu.

### Kết quả
| Koror    | 3-3   | Airai    |
| -------- | ----- | -------- |
| Không rõ | Nguồn | Không rõ |

| Ngeremlengui | 4-0   | Ngardmau |
| ------------ | ----- | -------- |
| Không rõ     | Nguồn | Không rõ |

| Koror    | 2-7   | Ngeremlengui |
| -------- | ----- | ------------ |
| Không rõ | Nguồn | Không rõ     |

| Ngardmau | 6-2   | Airai    |
| -------- | ----- | -------- |
| Không rõ | Nguồn | Không rõ |

| Ngeremlengui | 1-2   | Airai    |
| ------------ | ----- | -------- |
| Không rõ     | Nguồn | Không rõ |

| Koror    | 2-3   | Ngardmau |
| -------- | ----- | -------- |
| Không rõ | Nguồn | Không rõ |

## Vòng đấu loại trực tiếp
|  | Bán kết      | Bán kết |               |   | Chung kết | Chung kết |
|  |              |         |               |   |           |           |
|  |              |         |               |   |           |           |
|  |              |         |               |   |           |           |
|  | Ngeremlengui | 8       |               |   |           |           |
|  | Ngeremlengui | 8       |               |   |           |           |
|  | Koror        | 1       |               |   |           |           |
|  | Koror        | 1       | Ngeremlengui  | 6 |           |           |
|  |              |         | Ngeremlengui  | 6 |           |           |
|  |              | Airai   | 0             |   |           |           |
|  | Ngardmau     | Airai   | 0             | 2 |           |           |
|  | Ngardmau     |         |               | 2 |           |           |
|  | Airai        | 3       |               |   |           |           |
|  | Airai        | 3       | Tranh hạng ba |   |           |           |
|  |              |         |               |   |           |           |
|  |              |         |               |   |           |           |
|  |              |         |               |   |           |           |
|  | Ngardmau     | 6       |               |   |           |           |
|  | Ngardmau     | 6       |               |   |           |           |
|  | Koror        | 3       |               |   |           |           |

- note 1: Trận tranh hạng ba là trận tranh Huy chương Đồng.
- note 2: Trận chung kết là trận tranh Huy chương Vàng.

### Bán kết
Tất cả bốn đội đều được vào bán kết, vòng bảng chỉ để xác định đội nào đấu với nhau trong bán kết. Các trận bán kết diễn ra vào ngày 18 tháng Bảy.
| Ngeremlengui | 8-1   | Koror    |
| ------------ | ----- | -------- |
| Không rõ     | Nguồn | Không rõ |

| Ngardmau | 2-3   | Airai    |
| -------- | ----- | -------- |
| Không rõ | Nguồn | Không rõ |

### Trận tranh Huy chương Đồng
Trận tranh Huy chương Đồng (play-off hạng ba) diễn ra giữa 2 đội thua ở bán kết vào ngày 18 tháng Bảy.
| Ngardmau | 6-3   | Koror    |
| -------- | ----- | -------- |
| Không rõ | Nguồn | Không rõ |

### Trận tranh Huy chương Vàng
Trận tranh Huy chương Vàng (chung kết) diễn ra giữa 2 đội thắng ở Bán kết vào ngày 18 tháng Bảy. Trận đấu này xác định đội đoạt huy chương Vàng, và đội còn lại đoạt huy chương Bạc.
| Ngeremlengui | 6-0   | Airai    |
| ------------ | ----- | -------- |
| Không rõ     | Nguồn | Không rõ |

## Bảng xếp hạng cuối cùng
| Huy chương/Thứ hạng | Đội bóng     |
| ------------------- | ------------ |
| 1                   | Ngeremlengui |
| 2                   | Airai        |
| 3                   | Ngardmau     |
| 4                   | Koror        |